# Parajulus neomexicanus
Parajulus neomexicanus är en mångfotingart som beskrevs av Chamberlin 1903. Parajulus neomexicanus ingår i släktet Parajulus och familjen Parajulidae. Inga underarter finns listade i Catalogue of Life.